# Succineta
Succineta Wunderlich, 2004 è un genere di ragni fossili appartenente alla famiglia Linyphiidae.

## Caratteristiche
Gli esemplari finora raccolti di questo genere risalgono tutti al Paleogene.

## Distribuzione
Le due specie oggi note di questo genere sono state rinvenute in alcune ambre baltiche dell'Europa settentrionale.

## Tassonomia
Dal 2004 non sono stati esaminati altri esemplari, né sono state descritte sottospecie al 2012.
A dicembre 2012, si compone di due specie descritte e una non definita; di due specie secondo l'aracnologo Tanasevitch
- †Succineta brevispina Wunderlich, 2004 - ambra baltica risalente al Paleogene [1].
- †Succineta discoidalis Wunderlich, 2004 - ambra baltica risalente al Paleogene
- †Succineta sp. Wunderlich, 2004 - ambra baltica risalente al Paleogene